# Vinterholmen, Lovisa
Vinterholmen är en ö i Finland. Den ligger i sjön Lappomträsket och i kommunen Lovisa i den ekonomiska regionen  Lovisa  och landskapet Nyland, i den södra delen av landet, 80 km öster om huvudstaden Helsingfors. Öns area är omkring 670 kvadratmeter och dess största längd är 60 meter i öst-västlig riktning.